# Сайзи
Сайзи (пол. Sajzy, нім. Zeysen) — село в Польщі, у гміні Елк Елцького повіту Вармінсько-Мазурського воєводства.
Населення — 101 особа (2011).
У 1975-1998 роках село належало до Сувальського воєводства.

## Демографія
Демографічна структура станом на 31 березня 2011 року:
|          | Загалом | Допрацездатний вік | Працездатний вік | Постпрацездатний вік |
| -------- | ------- | ------------------ | ---------------- | -------------------- |
| Чоловіки | 59      | 9                  | 45               | 5                    |
| Жінки    | 42      | 6                  | 26               | 10                   |
| Разом    | 101     | 15                 | 71               | 15                   |